# NGC 113
NGC 113 est une galaxie lenticulaire située dans la constellation de la Baleine. NGC 113 a été découverte par l'astronome allemand Wilhelm Tempel en 1876.

## Caractéristiques
Sa vitesse par rapport au fond diffus cosmologique est de 4 111 ± 31 km/s, ce qui correspond à une distance de Hubble de 60,6 ± 4,3 Mpc (∼198 millions d'al).
Une mesure non basée sur le décalage vers le rouge (redshift) donne une distance d'environ 55,900 Mpc (∼182 millions d'al). Cette valeur est tout juste à l'extérieur des valeurs de la distance de Hubble.